# Christiane Moreau
Pour les articles homonymes, voir Moreau.
Christiane Moreau (1906-2000) est une résistante et joueuse française de basket-ball vivant à Nantes.

## Biographie
Christiane Moreau naît le 8 août 1906 à Saint-Hilaire-de-Chaléons (Loire-Atlantique). Fille unique d’un couple d’instituteurs du Pays de Retz, elle étudie au lycée Vial avant de devenir pharmacienne. Elle s'illustre au sein du club NAMNÈTA Sport qui propose des activités de gymnastique et du basket-ball, Christiane Moreau était la capitaine et meilleure joueuse de cette équipe, inscrivant ainsi 62 des 88 points de con équipe lors de la finale de la Coupe Decré, le 15 avril 1938.
Ses performances lui permettent de participer avec l'équipe de France au championnat d'Europe 1938 à Rome, sa première édition officielle, où la France obtient la quatrième place. Elle dispute quatre rencontres.
Durant la Seconde Guerre mondiale, elle s'engage dans la Résistance comme agent de liaison P2 dans le réseau Johnny-Ker dès le 1er novembre 1942. Arrêtée le 11 mars 1944, elle est déportée par le transport parti de Belfort le 1er septembre 1944 (convoi I.282) à Ravensbrück, où elle est contrainte de travailler dans une usine d'armements jusqu'à la libération du camp le 30 avril 1945.
Rescapée, elle reprend son travail de pharmacienne et s'implique après-guerre pour développer les sections féminines du Stade nantais université club (SNUC) dans le domaine du basket-ball, du volleyball, du handball et de la natation. L'équipe de handball décroche le titre national en 1961 et se qualifie pour la deuxième coupe d'Europe féminine des clubs.
Elle décède le 12 mars 2000 à Nantes. 

## Décorations
- Médaille de la Résistance française (décret du 15 octobre 1945)[7]
- Médaille de la déportation pour faits de Résistance

## Hommage
Le 26 mars 2022, la ville de Nantes inaugure à son nom à le complexe sportif rénové anciennement nommé Appert-Raspail, du nom des deux rues bordant le site,